# 趙今麦
趙今麦（チャオ・ジンマイ、2002年9月29日 - ）は、中華人民共和国の女優、元子役。遼寧省出身。

## 略歴
6歳から児童劇団で演技を学び、8歳で子役デビュー。12歳の小学校時代に特撮映画『巴拉拉小魔仙』で映画デビュー。
2016年、テレビドラマ『小別離』に出演、広く知られる。
2018年、漫画を原作とした映画『ヤンチャな兄 どっか行け』に出演。
2019年2月、劉慈欣の同名小説を原作とし興行収入46億人民元を超えた『流転の地球』で映画初主演。撮影当時は中学3年生だった。
その後もドラマ『初恋という名の小さな宝物』（2019年）、『幻想神国記 運命の旅路』（2021年）、『開端-RESET-』（2022年）などで主演している。

## 出演

### 映画
- 巴拉拉小魔仙
  - 魔法的考驗（2014年1月23日公開） - 凌美琪 役[3]
  - 魔箭公主（2015年10月1日公開） - 凌美琪 役[4]
- ヤンチャな兄 どっか行け 快把我哥帶走（2018年8月17日公開） - ミョウミョウ 役[5]（日本ではAmazonprimeで配信）
- 流転の地球 流浪地球（2019年2月5日） - ハン・ドゥオドゥオ 役[6]

### テレビ・配信ドラマ
- 不能沒有娘 - 想弟 役
- 當人心遇上仁心 - 小三丫 役
- 巴啦啦小魔仙之音符之謎（2015年4月24日 - 6月14日） - 凌美琪
- 小別離（2016年8月15日 - 9月7日） - 金琴琴 役
- 我的！体育老師（2017年11月13日 - 12月3日） - 馬莉 役
- 少年派（2019年6月9日 - 7月1日、湖南テレビ） - 林妙妙 役
- 愛是歡樂的源泉（2019年6月25日 - 7月18日） - 張瞳 役
- 初恋という名の小さな宝物（2019年10月24日 - 11月22日、湖南テレビ） - 夏淼淼 役（日本ではNetflixで配信）
- 在一起（2020年） - 榮意 役
- 刑事チン 孤独の捜査（2020年） - 陳蕊 役
- 幻想神国記 運命の旅路（2021年） - 玲瓏 役
- 爱的理想生活（2021年） - 温小阳 役
- 開端-RESET-（2022年） - リー・シーチン 役
- 少年派2（2022年） - 林妙妙 役
- ロマンスの降る街（2024年） - イン・グオ 役

### バラエティ番組
- 潮流合夥人（2019年）